# Лузерна (Торино)
Лузерна је насеље у Италији у округу Торино, региону Пијемонт.
Према процени из 2011. у насељу је живело 1107 становника. Насеље се налази на надморској висини од 499 м.